# Bob Knights
Robert Edwin Knights, detto Bob (Londra, 22 luglio 1931 – Mayland, 24 marzo 2011), è stato un pallanuotista britannico.
Ha disputato le Olimpiadi di Melbourne 1956.